# Чортківська районна державна адміністрація
Чортківська районна державна адміністрація (Чортківська РДА) — орган виконавчої влади в Чортківському районі Тернопільської области України.
У зв'язку з широкомасштабним вторгненням Росії 24 лютого 2022 року набула статусу військової адміністрації.

## Історія

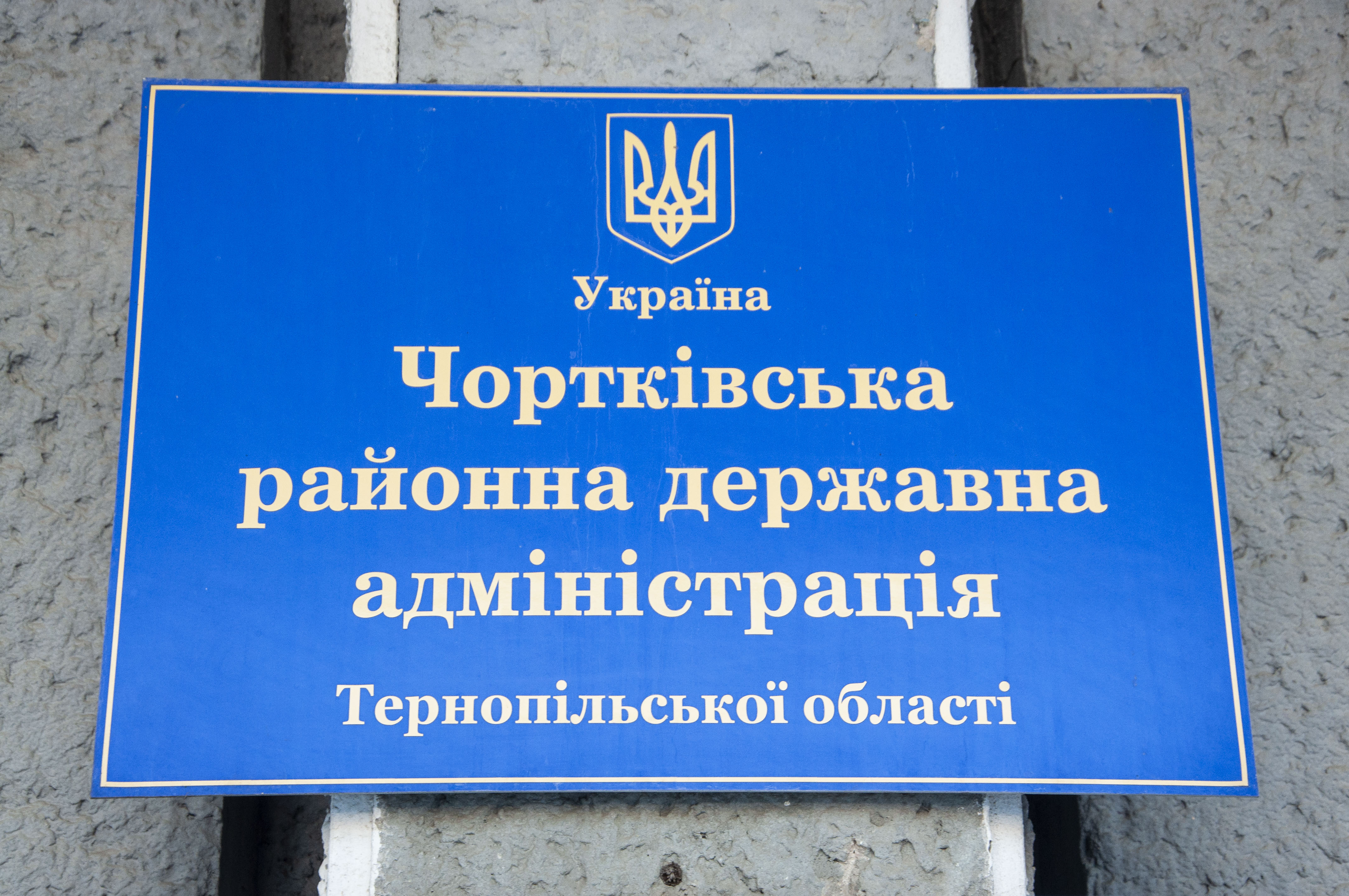
Вивіска

Районна державна адміністрація створена в березні 1992 року.
Розпорядженням Кабінету Міністрів України від 16 грудня 2020 року ліквідовано Борщівську, Бучацьку, Гусятинську, Заліщицьку та Монастириську райдержадміністрації шляхом приєднання до Чортківської райдержадміністрації.

## Структурні підрозділи
- Апарат РДА
  - Відділ організаційної роботи та внутрішньої політики
  - Відділ з питань управління персоналом
  - Відділ фінансово-господарського забезпечення
  - Відділ ведення Державного реєстру виборців
  - Відділ документообігу, мобілізаційної та режимно-секретної роботи
  - Юридичний відділ
- Управління соціального захисту населення
- Фінансове управління
- Відділ економічного розвитку і торгівлі
- Відділ агропромислового розвитку
- Відділ у справах молоді та спорту
- Відділ культури, туризму, національностей та релігій
- Відділ освіти
- Відділ охорони здоров'я
- Відділ містобудування, архітектури та житлово-комунального господарства
- Відділ з питань цивільного захисту населення та розвитку інфраструктури
- Архівний відділ
- Сектор державної реєстрації
- Служба у справах дітей
- Центр надання адміністративних послуг

## Особи

### Очільники
Представники Президента України:
| №  | Ім'я, прізвище                 | Термін повноважень              |
| -- | ------------------------------ | ------------------------------- |
| 1. | Мирончук Володимир Миколайович | 1991—1992                       |
| 2. | Чепига Володимир Романович     | 9 квітня 1992 — 22 березня 1994 |
| 3. | Мирончук Володимир Миколайович | 5 квітня 1994 — 2 вересня 1994  |

Голови райдержадміністрації:
| №   | Ім'я, прізвище                 | Термін повноважень                 |
| --- | ------------------------------ | ---------------------------------- |
| 1.  | Мирончук Володимир Миколайович | 31 липня 1995 — 16 січня 1997      |
| 2.  | Замрикіт Ярослав Андрійович    | 16 січня 1997 — 21 серпня 1998     |
| 3.  | Стефаняк Петро Олексійович     | 31 серпня 1998 — 25 квітня 2000    |
| 4.  | Гищук Володимир Тимофійович    | 25 квітня 2000 — 8 листопада 2001  |
| 5.  | Левчук Степан Петрович         | 8 листопада 2001 — 26 лютого 2005  |
| 6.  | Стадник Олександр Михайлович   | 12 березня 2005 — 26 травня 2006   |
| 7.  | Капуста Тарас Ярославович      | 15 червня 2006 — 4 червня 2010     |
| 8.  | Стець Ярослав Петрович         | 4 червня 2010 — 20 листопада 2012  |
| 9.  | Кобіс Степан Володимирович     | 18 січня 2013 — 22 березня 2014    |
| 10. | Шепета Віктор Михайлович       | 23 травня 2014 — 20 вересня 2014   |
| 11. | Сташків Михайло Федорович      | 21 травня 2015 — 27 листопада 2017 |
| 12. | Чайчук Оксана Тимофіївна       | 26 квітня 2018 — 11 липня 2019     |
| 13. | Марчишак Арсен Романович       | 21 травня 2020 — 12 лютого 2021    |
| 14. | Шипітко Володимир Васильович   | від 12 лютого 2021                 |